# De beste singer-songwriter van Nederland
De beste singer-songwriter van Nederland, kortweg De beste singer-songwriter (DBSSW), was een Nederlands tv-programma van de VARA en BNN, in samenwerking met radiostation NPO 3FM, waarin NPO 3FM-dj Giel Beelen op zoek gaat naar Nederlands singer-songwritertalent. Het eerste seizoen werd in 2012 uitgezonden. In mei 2013 begon een tweede seizoen en een derde seizoen volgde een jaar later (19 mei 2014). In maart 2015 ging het vierde seizoen van start. Op 7 maart 2016 maakte Giel Beelen bekend geen nieuwe seizoenen te maken van het programma.

## Format

### Voorronden
In de eerste paar afleveringen worden telkens 8 jonge singer-songwriters uitgenodigd naar de Wisseloord Studio's te komen om daar elk een van hun eigen nummers te spelen. De kandidaten zijn geselecteerd uit inzendingen. Een jury bepaalt elke aflevering welke twee talenten worden doorgelaten naar de finale. In de tweede aflevering van het eerste seizoen werden drie talenten doorgelaten omdat Beelen zei niet te kunnen kiezen. Dit herhaalde zich in de tweede aflevering van het tweede seizoen.

### Vervolgronden
Anders dan bij veel andere talentenjachten valt er niet iedere aflevering iemand af. De talenten doen allemaal tot aan de finale mee. Iedere aflevering krijgen de kandidaten workshops en de opdracht een nummer te schrijven binnen het thema van de aflevering, dat ze ten gehore moeten brengen aan een publiek in Bitterzoet in Amsterdam. Na het spelen van hun nummer krijgen de talenten commentaar van de jury, wat vaak bestaat uit een kritische noot. Aan het eind van de aflevering besluit de jury onder leiding van Beelen wie de winnaar van de aflevering is. Hij of zij ontvangt een prijs.

### Finale
In de finale, die live wordt uitgezonden vanuit het Paard van Troje in Den Haag, zingen alle kandidaten een van hun eerder geschreven nummers opnieuw onder live begeleiding van een band. In het eerste seizoen bestond de jury uit alle juryleden dit al eerder waren aangetreden. Douwe Bob werd gekozen tot winnaar.

## Seizoen 1
Het eerste seizoen werd uitgezonden vanaf 25 juni 2012. De jury bestond uit Giel Beelen, die ook het programma presenteerde, Eric Corton, Gerard Ekdom en Sanne Hans, de zangeres van Miss Montreal. De finale werd gewonnen door Douwe Bob. Het eerste seizoen werd ook de springplank voor de carrière van Nielson.

### Talenten

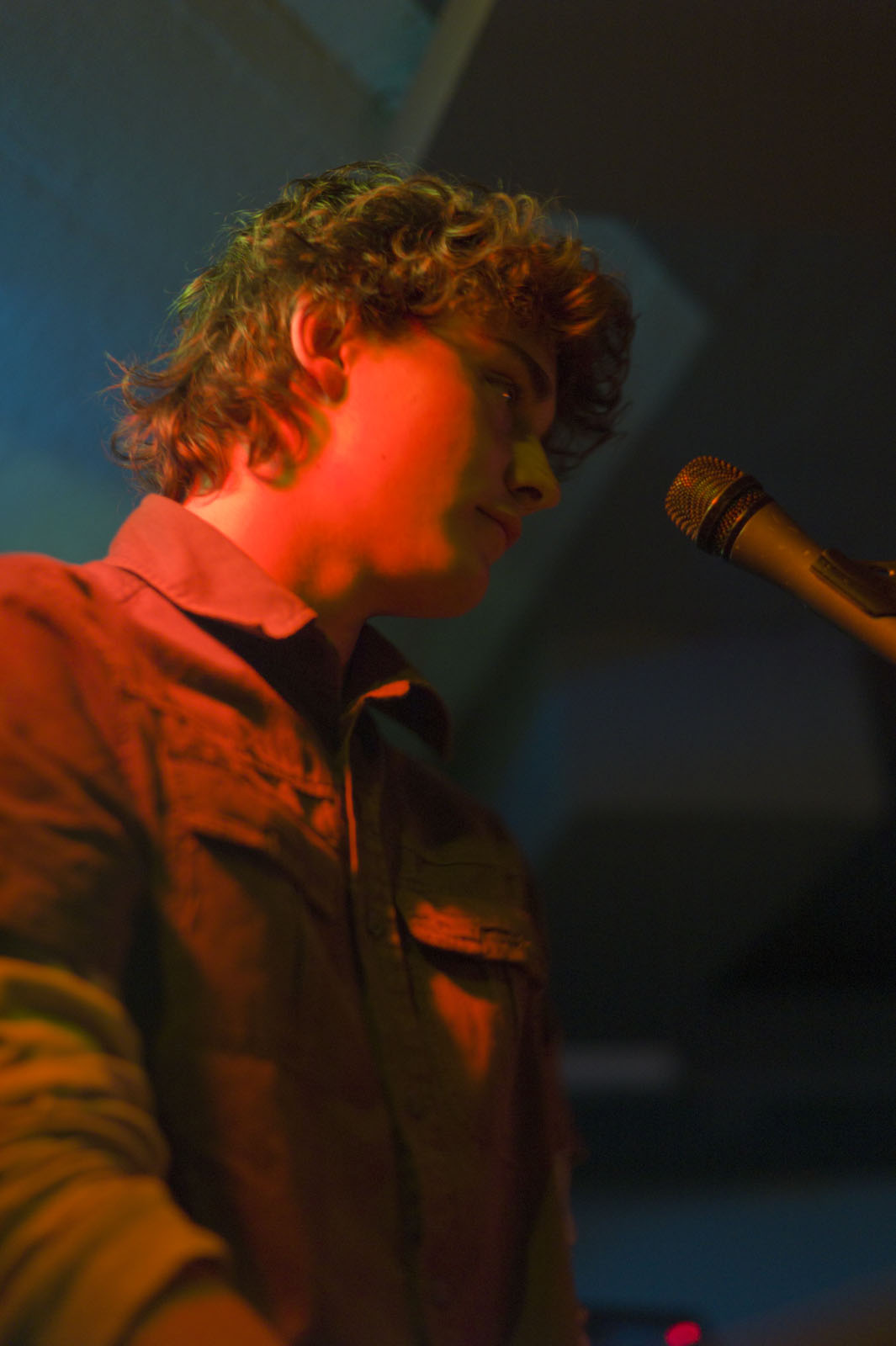
De winnaar van seizoen 1, Douwe Bob

De talenten die na de eerste drie uitzendingen door mochten waren:
Aflevering 1
- Douwe Bob Posthuma
- Niels Littooij (Nielson)

Aflevering 2
- Angela Moyra
- Rogier Pelgrim
- Mattanja Joy Bradley

Aflevering 3
- Daniël Versteegh
- Tamara van Esch (Mevrouw Tamara)

### Vervolgronden
Na de voorronden stond elke aflevering in het teken van een thema:
Idolen
De eerste vervolgaflevering had als thema "idolen". De talenten kregen op Terschelling een workshop van Tim Knol over het schrijven van liedjes, en moesten een ode schrijven aan een muzikale held. De jury bestond uit Tim Knol, Alain Clark en Eric Corton. Daniël won de afleveringen met zijn ode aan Jeff Buckley, en hij kreeg een half uur speeltijd op de Zwarte Cross.
Liefde
"Liefde" was het thema van de tweede vervolgronde. De talenten kregen van Waylon een workshop over het schrijven van liedjes, en moesten een liefdesliedje schrijven. Voorwaarde was dat degene voor wie het nummer geschreven was, aanwezig was bij de uitvoering. De jury bestond uit Gerard Ekdom, Herman Brusselmans en Waylon. Rogier won de aflevering en hij kreeg een customized Fendergitaar.
Protest
De derde vervolgronde had als thema "protest". De talenten kregen workshops van Sanne Hans en Lucky Fonz III over het schrijven van liedjes, en van Leo Blokhuis over de keuze van hun onderwerp van het protestlied, en ze moesten een protestlied schrijven. De jury bestond uit Paul Rabbering, Boudewijn de Groot en Sanne Hans. Nielson won de aflevering en hij mocht zijn nummer opnemen met producer Jonas Filtenborg in de Wisseloord Studio's.
Melancholie
In de vierde vervolgronde was het thema "melancholie". De talenten kregen een workshop van Ilse Delange en Sacha Skarbek over het schrijven van liedjes, en moesten een nummer schrijven aan de hand van een herinnering. De jury bestond uit Claudia de Breij, Leo Blokhuis en Ilse Delange. Douwe Bob won de aflevering en hij mocht spelen op het Sziget-festival.
Band
In de vijfde vervolgronde was het thema "spelen in een band". De talenten kregen een workshop van Ernst Daniël Smid over stemgebruik, en van Matthijs van Duijvenbode over het spelen met een band, en ze moesten een nummer spelen met de band van Tim Knol. Dit hoefde niet een nieuw geschreven nummer te zijn. De jury bestond uit Wouter Hamel, Timur Perlin en Giovanca. Mattanja won de aflevering en zij mocht spelen op Lowlands.
Duetten
De zesde vervolgronde had als thema "duetten". De talenten kregen een workshop van Veldhuis & Kemper over het zingen van een duet, en moesten twee duetten zingen met een andere kandidaat, een cover en een nieuw nummer. Omdat er zeven kandidaten in de finaleronde zaten mochten de kijkers stemmen welk van de afgevallen kandidaten voor één aflevering terug mocht komen om voor een even aantal te zorgen. Wyke van Weelden mocht, na promotie door onder anderen Sanne Hans en Paul Rabbering, terugkeren. Douwe Bob werd aan Wyke gekoppeld, Nielson aan Mevrouw Tamara, Rogier aan Angela en Mattanja aan Daniël. De jury bestond uit Gerard Ekdom, Veldhuis en Kemper en Dennis van Leeuwen. Rogier en Angela wonnen de aflevering en zij kregen 1000 euro tegoed bij Rock Palace, een muziekwinkel in Den Haag.

## Seizoen 2
Het tweede seizoen bestaat uit tien afleveringen en begon op 20 mei 2013. Het programma wordt weer gepresenteerd door Giel Beelen. In de voorronden bestond de jury, naast de host van het programma, ook uit Eric Corton en Sanne Hans. De finale werd gewonnen door Michael Prins. Het tweede seizoen werd ook de springplank voor de carrière van Maaike Ouboter, Judy Blank en Lucas Hamming.

### Talenten
De vetgedrukte talenten zijn door naar de vervolgronden.
| Aflevering 1 (20 mei 2013) - Démira Jansen - Fabian Schrama - Jaimy Weijenberg - Sofia Dragt - Marnix Emanuel - Stephanie Yavelow - Marcel Harteveld - Niels van Heel | Aflevering 2 (27 mei 2013) - Jasper Mook - Maartje Witlox - Nando Koridon - Maaike Ouboter - Michael Prins - Samya Hafsaoui - Ruud Fieten - Chayah van Diermen | Aflevering 3 (3 juni 2013) - Stefany June - Aymar Middendorp - Judy Blank - Laurens Mensink - Jeroen Kant - Eva Wijnbergen - Lucas de Peinder - Rimmer Woudstra | Aflevering 4 (10 juni 2013) - Hille Stellingwerf - Sophie Veline - Lucas Hamming - Inge van Calkar - Daan Hofman - Joëlle Smidt - Ronald Hendriksen - Olga Boer |

Aflevering 5 (24 juni 2013)
In de vijfde aflevering moesten Sofia en Joëlle het veld ruimen. De opdracht was om een nummer te schrijven binnen beperkte tijd over een medekandidaat. Deze opdracht werd het beste uitgevoerd door Jeroen, die daarmee mocht gaan optreden op Concert at Sea. Daarmee gingen door naar de vervolgrondes:
- Judy Blank
- Lucas Hamming
- Démira Jansen
- Jeroen Kant
- Jasper Mook
- Maaike Ouboter
- Michael Prins

### Vervolgronden
Na de voorronden stond elke aflevering in het teken van een thema:
Aflevering 6 (1 juli 2013) - Muzikale helden
De eerste vervolgaflevering had als thema "jouw muzikale held". De talenten moesten in de Bulletsound studios een nummer schrijven, hierin werden zijn geholpen door Guus Meeuwis. In het Concertgebouw Amsterdam kregen de kandidaten ook een masterclass zang van Ernst Daniël Smid. De jury bestond uit Guus Meeuwis, Gerard Ekdom en Sanne Hans. Jasper was de uitblinker van de aflevering, hij kreeg een speciaal optreden op de De Wereld Draait Buiten. Ook kregen de andere kandidaten hier een optreden airtime.
Aflevering 7 (8 juli 2013) - Liefde
"Liefde" was het thema van de tweede vervolgronde. De talenten kregen van Laura Jansen en Triggerfinger-frontman Ruben Block een workshop over hun podiumpresentatie. Ze moesten een liefdesliedje schrijven, voorwaarde was dat degene voor wie het nummer geschreven was, aanwezig was bij de uitvoering. Judy won de aflevering en mocht optreden op het North Sea Jazz Festival.
Aflevering 8 (15 juli 2013) - Band
De derde vervolgronde had als thema "spelen met een band". De talenten kregen workshops van Sanne Hans en Kobus Groen in het Conservatorium van Amsterdam over het spelen met een band en een masterclass van Martijn van Hag en Ronald Kool over nieuwe instrumenten. Verder moesten ze een nieuw nummer opvoeren, dat ze opvoerden samen met de band van Sanne Hans. De jury bestond uit Dennis Weening, Dinand Woesthoff en Sanne Hans. Demira won de aflevering en zij mocht een gitaar naar keuze uitzoeken. Jeroen presteerde de minste progressie en viel af.
Aflevering 9 (22 juli 2013) - Duetten
De vierde vervolgronde had als thema "duetten". De talenten kregen een masterclass van Tjeerd Oosterhuis over het beginnen van een lied. De talenten werden in duo's verdeeld.De opdracht was om een cover te zingen en een samen geschreven nummer. De jury bestond uit Casper Starreveld en Eloi Youssef van de band Kensington, 3FM-dj Timur Perlin en Sanne Hans. De duo's zijn Lucas en Demira, Jasper en Judy en Michael Prins en Maaike Ouboter. Michael Prins en Maaike Ouboter wonnen de aflevering en kregen een spot op het Zwarte Cross.

## Seizoen 3

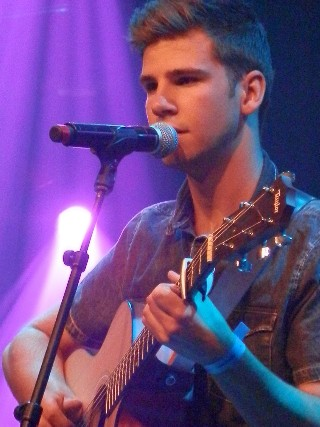
Stef Classens, winnaar van seizoen 3

Het derde seizoen begon op 19 mei 2014. Het programma wordt weer gepresenteerd door Giel Beelen. In de voorronden bestond de jury, naast de host van het programma, ook uit Eric Corton en Sanne Hans. Uit aflevering 3 is Elske Haverkamp een bekende daar ze in september 2012 een geschreven lied van Edwin van Hoevelaak heeft opgenomen op single, Een wereld vol leven. Stef Classens was de winnaar van de finale en daarmee het derde seizoen.

### Talenten
De vetgedrukte talenten zijn door naar de vervolgronden.
| Aflevering 1 (19 mei 2014) - Valentina Elèni - Richard Beukelaar - Stan Smeets - Oisin Zandee - Sem Sprang - Kira Dekker - Rayn Bechoe - Daniël de Jong | Aflevering 2 (26 mei 2014) - Leendert Roosenbrand - Rosa de Groot - Stef Classens - Ans Gijsbers - Fokko Mellema - Jasmine Karimova - Youri Lentjes - Toine Scholten | Aflevering 3 (2 juni 2014) - Elske Haverkamp - Wytse Visser - Myriam West - Thijs Heij - Claudia Rewinkel - Jorn ten Ham - Mijnke Sara Rudolphy - Cas Ronckers | Aflevering 4 (16 juni 2014) - Joséphine Zwaan - Danny Bulten - Cordula Klein Goldewijk - Reitse Giesbers - Sylvia Aimee - Sjoerd Raaijmakers - David Benjamin Boudestein - Gitta de Ridder |

Aflevering 5 (23 juni 2014)
In de vijfde aflevering moest Wytse het programma verlaten. De opdracht was om een nummer te schrijven over een medekandidaat binnen beperkte tijd. Deze opdracht werd het beste uitgevoerd door Youri, die daarmee een showcase op maat won. Door naar de vervolgrondes gingen:
- David Benjamin Boudestein
- Valentina Elèni
- Youri Lentjes
- Myriam West
- Stef Classens
- Kira Dekker
- Joséphine Zwaan

### Vervolgronden
Na de voorronden staat elke aflevering in het teken van een opdracht:
Aflevering 6 (30 juni 2014) - World Press Photo
De eerste vervolgaflevering had als opdracht om een nummer te schrijven over een foto die je kon zien bij de World Press Photo tentoonstelling. De talenten moesten in de Nieuwe Kerk Amsterdam het nummer schrijven en werden hierbij geholpen door Jacqueline Govaert. Ook kregen de kandidaten een masterclass muziekinstrumenten van JB Meijers. De jury bestond, naast Giel, uit Vince en Spike van DI-RECT en Eric Corton. Stef was de uitblinker van de aflevering, hij kreeg een optreden op de De Wereld Draait Buiten.
Aflevering 7 (7 juli 2014) - Onder het hart
De opdracht van de tweede vervolgaflevering was om een nummer te schrijven voor de openingsscène van de nieuwe Nederlandse film Onder het hart. Hierbij kregen de kandidaten feedback van acteurs Kim van Kooten en Koen De Graeve. Verder kregen de talenten een workshop zang van Tania Kross. De jury bestond ditmaal uit regisseuse Nicole van Kilsdonk en actrice Kim van Kooten van de film Onder het hart, Sander Lantinga en Giel Beelen zelf. Valentina won de aflevering, hiermee zal het nummer te horen zijn in de openingssequentie van de film.
Aflevering 8 (14 juli 2014) - Met band
De derde vervolgronde had als opdracht spelen met de band Miss Montreal. De talenten kregen een workshop van Henny Vrienten over het spelen met een band. Verder moesten ze een nieuw nummer opvoeren, dat ze opvoerden samen met de band van Sanne Hans. De jury bestond, naast Giel Beelen uit Henny Vrienten en Sanne Hans. Stef won de aflevering en hij mocht een optreden verzorgen bij de vierdaagse feesten in het voorprogramma van Kensington. Kira presteerde het minste en viel af.
Aflevering 9 (21 juli 2014) - Ouderavond
Deze vervolgronde moeten de singer-songwriters een nummer op maat voor zijn/haar ouder(s) schrijven en met dit nummer optreden. De talenten kregen een ondersteuning van Niels Geusebroek en moesten ter voorbereiding een workshop van Sanne Vogel uitvoeren, dit was een survivalrun en daarna fysiek uitgeput een couplet zingen. De jury voor deze aflevering bestond uit Niels Geusebroek, Johan Derksen en Timur Perlin. David Benjamin won de opdracht en hij mocht een gitaar naar keuze uitzoeken.

## Seizoen 4
Het vierde seizoen begon op 16 maart 2015. Het programma wordt weer gepresenteerd door Giel Beelen. In de voorronden bestond de jury, naast de host van het programma, ook uit Jacqueline Govaert en Spike en Vince van DI-RECT. De winnares was Anna Rune.

### Talenten
De vetgedrukte talenten zijn door naar de vervolgronden.
| Aflevering 1 (16 maart 2015) - Airto - Barbera van der Kaay - Tim Verhaal - Gerson Main - Liselot van Oosterom - Melvin Thomassen - Daniel Leonard Elvis - Christiana Bohorquez | Aflevering 2 (23 maart 2015) - Nicolas Kanza - Sophie de Graaf - Sem Dylan - Myllie Tunes - Gery Mendes - Bas Bons - Michael Raven - Dursun | Aflevering 3 (30 maart 2015) - Aidan O’Brien - Ruben Annink - Anna Rune - Cheyenne Toney - Gijs - Oliver - The Wanderer - Wenlery | Aflevering 4 (6 april 2015) - Demi Knight - Jamie Holton - Okke Punt - Lakshmi - Bjørgen van Essen - Emmy Eve - Jeruma - Ruud Bakker |

## België
In 2013 kwam er in België, op de commerciële zender VIER, een gelijknamig programma met een gelijkaardig concept. Het programma kreeg als naam De Beste Singer-Songwriter van Vlaanderen. Het werd gepresenteerd door Lisa Smolders en de jury bestond uit Sam Bettens van K's Choice en Frank Vander Linden van De Mens. Elke week zetelde een gastjurylid mee in de jury.

## Trivia
De winnaar van het eerste seizoen, Douwe Bob, deed in 2016 mee met het Eurovisiesongfestival, dat gehouden werd in het Zweedse Stockholm. Hij zong daar het nummer Slow Down. Hij haalde de finale, waarin hij 11e werd. Het festival werd gewonnen door Oekraïne.